# Trie Utami
Trie Utami Sari est une chanteuse, musicienne et écrivain indonésienne née le 8 janvier 1968 à Bandung dans la province de Java occidental, Indonésie. Elle est connue internationalement pour avoir été à partir de la fin des années 1980, la chanteuse du groupe Krakatau.

## Biographie
Trie Utami est la dernière des trois enfants de H. Soedjono Atmotenojo, un colonel retraité de l'armée indonésienne et de Soejarni Oesoep. Son frère aîné Purwacaraka est compositeur. Appréciant dès son enfance la musique et le chant, elle apprend très jeune à jouer du piano.
Du fait d'avoir grandi dans une famille de militaire, Trie était ainsi habituée très jeune à fredonner des chants patriotiques. En 1977, alors âgée de 9 ans, elle fait sa première apparition à la télévision quand la chaîne TVRI vient filmer la chorale de l'école primaire où elle chante à l'occasion d'un concours de chant. Elle finit admise au cours de son adolescence comme chroniqueuse le soir après les cours, sur une radio locale de Bandung nommée Radio Dee-Day.
Elle rejoint comme chanteuse en 1986 le groupe de jazz Krakatau, groupe qui connut un fort succès tant en Indonésie que dans ces pays voisins tels que la Thaïlande, le Japon, la Chine, la Malaisie ou Singapour. Tout en restant membre du groupe, Trie a également donné quelques interprétations en solo qui ont été un succès au niveau international tel que son concert à Kuala Lumpur en 1990 à l'Union de radio-télévision Asie-Pacifique ou encore quand elle remporta en 1992 le Golden Stag Festival de Brașov en Roumanie.

## Discographie

### Albums Studios
1. First Album (1986)
2. Untuk Ayah dan Ibu Tercinta (1991)
3. Kau yang Kutunggu (1992)
4. Cemburu (1995)
5. Mungkinkah Terjadi (1996)
6. Kekasih Bayangan (2007)

### Singles
1. Gentil = Aced (1991)
2. Gimana (1991)